# Zayn
Zain Javadd Malik (Bradford, 12 de janeiro de 1993), profissionalmente conhecido como Zayn, é um cantor e compositor britânico. Ele ganhou proeminência no mercado musical após ter integrado a boy band One Direction junto com Harry Styles, Niall Horan, Liam Payne e  Louis Tomlinson, quando competiram no programa de televisão The X Factor, em 2010. Embora tenham terminado em terceiro lugar, o grupo prontamente assinou um contrato discográfico com a Sony BMG Music Entertainment e a sua filial britânica Syco Records. Até março de 2015, os One Direction já haviam lançado quatro álbuns de estúdio, obtendo grande sucesso comercial a nível mundial, inclusive na América do Norte (todos os álbuns dos One Direction alcançaram a primeira posição da principal tabela de álbuns dos Estados Unidos). Todavia, Malik expressou vontade de seguir carreira a solo após ter se debatido com tal possibilidade por bastante tempo e também porque isso o ajudaria a se sentir melhor psicológica e mentalmente. A sua última apresentação pública como membro da boy band foi na paragem da On The Road Again Tour em Hong Kong, em 18 de março de 2015. Nesse período, foi reportado que a banda havia comercializado mais de 50 milhões de álbuns.
Após assinar um contrato discográfico com a RCA Records, o primeiro álbum de estúdio a solo de Malik, intitulado Mind of Mine, foi lançado a partir de fins de março de 2016, sendo imediatamente recebido com opiniões geralmente favoráveis pela crítica especialista em música contemporânea, que elogiou os talentos vocais e de composição do cantor, bem como a sua decisão de abandonar a sonoridade predominantemente pop em favor de uma gama de géneros musicais mais variados, inclusive o R&B. O disco foi listado como um dos melhores álbuns de 2016 em periódicos como o Los Angeles Times e o The Observer, além de ter sido um enorme sucesso comercial a nível mundial, marcando a primeira vez que uma obra musical liderou as tabelas musicais da iTunes Store em mais de 70 países e também estreando na primeira posição das tabelas musicais de países como o Reino Unido, Austrália, Canadá, Nova Zelândia, Portugal e EUA, onde Zayn se tornou no primeiro artista britânico masculino a solo a conseguir que tanto um álbum de estreia como um single de estreia ("Pillowtalk") alcançassem o cume das tabelas, atualmente o clipe tem aproximadamente 1 bilhão de views, é o segundo clipe do cantor a ter essa conquista. O artista concretizou o mesmo feito também no Reino Unido. Na cerimónia de 2016 dos American Music Awards, venceu o prémio de "Artista Revelação do Ano".
Após lançar vários singles, entre abril de 2017 e novembro de 2018, Zayn lançou o seu segundo álbum, "Icarus Falls", em dezembro de 2018.
Malik é muçulmano, tendo sofrido bastante discriminação em redes sociais pela sua religião, inclusive por personalidades mediáticas, o que o levou a participar de uma campanha social sobre legislação antiterrorista. É conhecido pelo grande número de tatuagens no seu corpo, inclusive uma em que se lê "Zap!" no seu antebraço direito.
Em abril de 2016, o site Gigwise estimou a fortuna do artista em cerca de 30 milhões de libras esterlinas.

## Primeiros anos

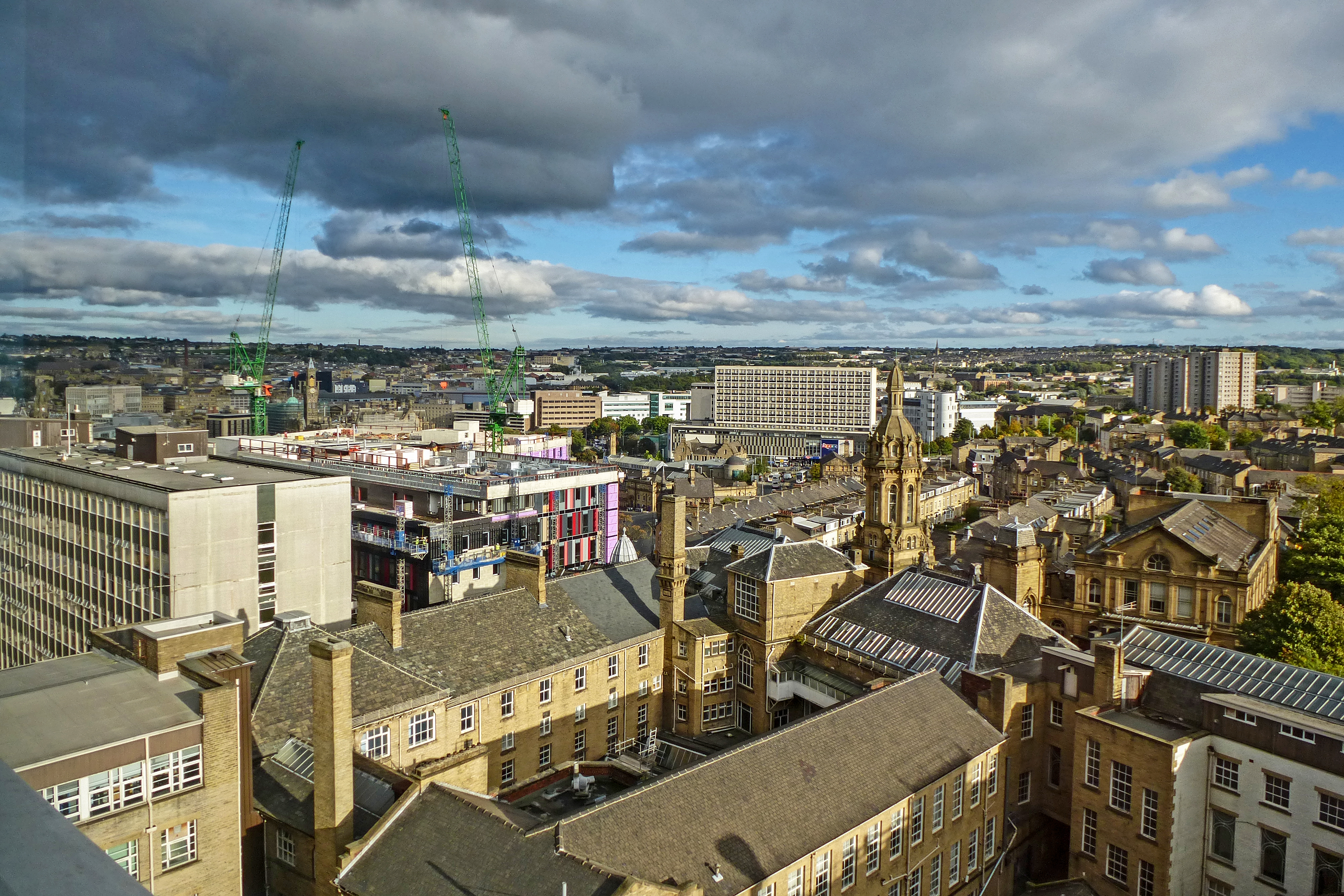
Malik nasceu e cresceu na cidade de Bradford (imagem), localizada dentro do condado de West Yorkshire, Inglaterra.

Zain Javadd Malik nasceu a 12 de janeiro de 1993 no Hospital São Lucas da cidade de Bradford, localizada dentro do condado de West Yorkshire, Inglaterra. O seu pai, Yaser Malik, é paquistanês britânico, e a sua mãe, Tricia Brannan Malik, é britânica, tendo se convertido ao islamismo para que pudesse contrair matrimónio. Tricia trabalhava como chef de cozinha em uma escola primária, na qual era responsável por cozinhar comida halal para crianças muçulmanas. Zayn tem uma irmã mais velha chamada Doniya e duas irmãs mais novas: Waliyha e Safaa, respectivamente. Em árabe, o apelido da família, Malik, significa "rei" ou "chefe do clã", e o seu nome próprio significa "belo".
Malik cresceu na área de East Bowling, situada a sul do centro da cidade de Bradford. A sua família era da classe operária, bem como o bairro no qual ele cresceu. Enquanto em Bradford, frequentou a Escola Primária Lower Fields e mais tarde a Escola Secundária Tong, uma escola pública compreensiva. Malik afirmou que não se sentia enquadrado com as outras crianças nas suas duas primeiras escolas primárias devido à sua ascendência mista paquistanesa e britânica. Ele começou a ter orgulho da sua aparência após mudar de escola aos 12 anos de idade, tendo começado a frequentar cursos de artes cénicas enquanto adolescente e aparecido em produções teatrais da sua escola. O jovem começou a escrever os seus primeiros versos de rap nos anos de escola e se apresentou em um palco para cantar pela primeira vez quando o cantor britânico Jay Sean fez uma visita à sua escola. Ademais, também praticou boxing dos 15 aos 17 anos de idade.
"Eu era um pouco traquina quando era criança pois eu era um quanto hiperactivo. Mesmo dentro da casa, a minha mãe punha-me no meu berço porque eu era tão atinado."
— Malik revelando aspectos da sua infância em entrevista à revista feminina Glamour.
Malik revelou que aprender a cantar ajudou-o a superar os anos difíceis pelos quais passou nos anos de escola por se sentir como o "único rapaz de ascendência mista da turma" e por pertencer a uma família muçulmana. Antes de dar início à carreira musical, o artista planeava originalmente perseguir uma vida como professor de inglês.

## Carreira

### 2010–15: Participação noThe X Factore formação dos One Direction

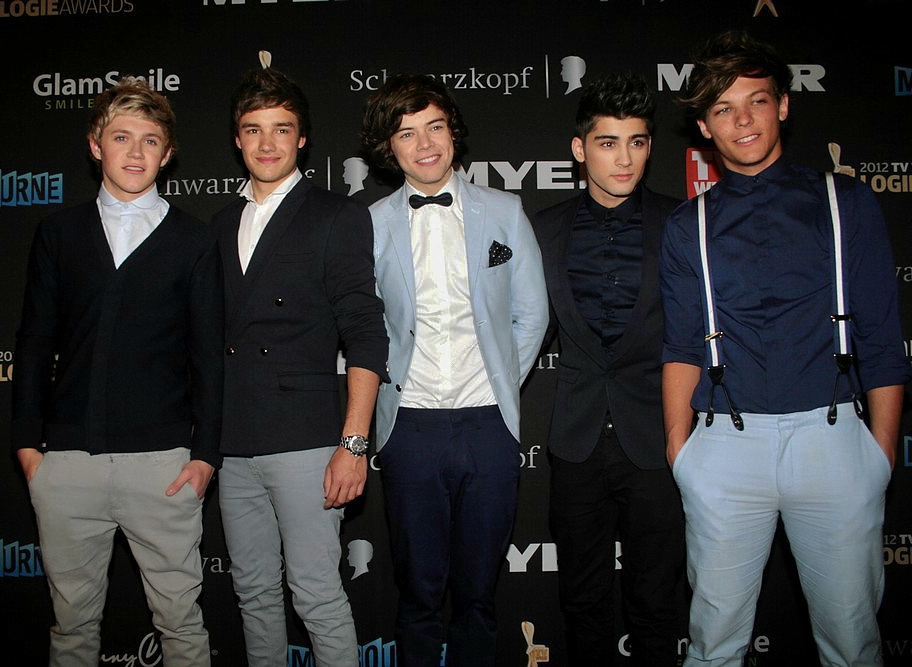
Os One Direction foram formados no programa de televisão britânico The X Factor, tendo sido o grande destaque daquela temporada do programa e ainda se tornado um grande sucesso comercial ao redor do mundo, embora tenham terminado em terceiro lugar. Contudo, conseguiram assinar um contrato discográfico no valor de 2 milhões de libras esterlinas com a Sony BMG Music Entertainment e a sua filial Syco Records.

Em 2010, com apenas 17 anos de idade, Malik fez uma audição na cidade de Manchester para conseguir um lugar na sétima temporada do The X Factor, um reality show britânico de competição de canto. O jovem havia se inscrito para fazer uma audição para a sexta temporada do programa de televisão, contudo, devido a um ataque de nervos, acabou desistindo antes mesmo de poder se apresentar aos membros do jurado. De facto, a sua mãe revelou que teve de persuadi-lo a ganhar coragem para que conseguisse voltar a fazer uma nova audição para a competição. Ele cantou "Let Me Love You" (2004), do cantor norte-americano Mario, na sua audição, tendo recebido aprovação por todos os membros do jurado para que passasse à ronda seguinte. A sua audição não foi emitida na televisão na transmissão original do The X Factor, todavia, foi exibida na retrospectiva Xtra Factor. "Eu estava à procura de uma experiência", disse o jovem cantor sobre a sua audição para o programa. Malik foi eliminado antes da ronda final da competição, contudo, a cantora norte-americana Nicole Scherzinger e Simon Cowell, que eram membros do jurado do programa, decidiram colocá-lo em um grupo juntamente com quatro outros concorrentes: Harry Styles, Niall Horan, Liam Payne e Louis Tomlinson, de modo a comporem um novo artista que durasse até ao fim do programa. A mãe de Malik revelou ainda que embora o seu filho adorasse cantar, nao tinha um gosto pela dança", algo que ficou evidente quando teve que ser persuadido por Cowell a voltar ao palco após ter abandonado o mesmo quando recusou-se a aprender uma coreografia nas primeiras fases de audição. O grupo, que viria ser chamado de One Direction, interpretou uma versão acústica do tema "Torn" (1995), da banda norte-americana Ednaswap, na fase seguinte da competição. Após ouvi-los cantar, Cowell comentou que a interpretação convenceu-o que este grupo "era confiante, divertido, como uma gangue de amigos, e um pouco destemidos também". Após quatro semanas de apresentações ao vivo no programa, os One Direction tornaram-se no último artista representado por Cowell que continuava naquela competição, tendo prontamente começado a ganhar popularidade nos principais serviços de média e redes sociais no Reino Unido. Na noite de 12 de Dezembro de 2010, foi anunciado ao vivo que a banda terminou em terceiro lugar na sétima temporada do The X Factor, tendo perdido para Rebecca Ferguson no segundo lugar e Matt Cardle no primeiro lugar.
Após essa noite, a versão dos One Direction da canção "Forever Young" (1984), da banda alemã Alphaville, que teria sido lançada como um single caso eles tivessem vencido o The X Factor, vazou na internet. Pouco tempo após isto, foi anunciado através de uma conferência de imprensa que a banda havia assinado um contrato discográfico no valor de 2 milhões de libras esterlinas com a Sony BMG Music Entertainment e a sua filial Syco Records. A produção e sessões de gravação para o trabalho de estúdio de estreia do grupo tiveram início em Janeiro de 2011. Em fevereiro o livro One Direction: Forever Young (Our Official X Factor Story), foi publicado pela empresa britânico-americana HarperCollins com autorização da banda. Esta obra liderou a lista dos mais vendidos do jornal britânico The Sunday Times. Ainda nesse mês, os One Direction e outros concorrentes da sétima temporada do The X Factor fizeram uma participação na digressão do programa, que consistia em apresentações ao vivo das canções cantadas por eles enquanto estavam em competição. Nesta digressão, o grupo se apresentou em cidades do Reino Unido para públicos constituídos por cerca de 500 mil pessoas. Quando a digressão acabou, os One Direction deram continuação à gravação do seu álbum de estreia.

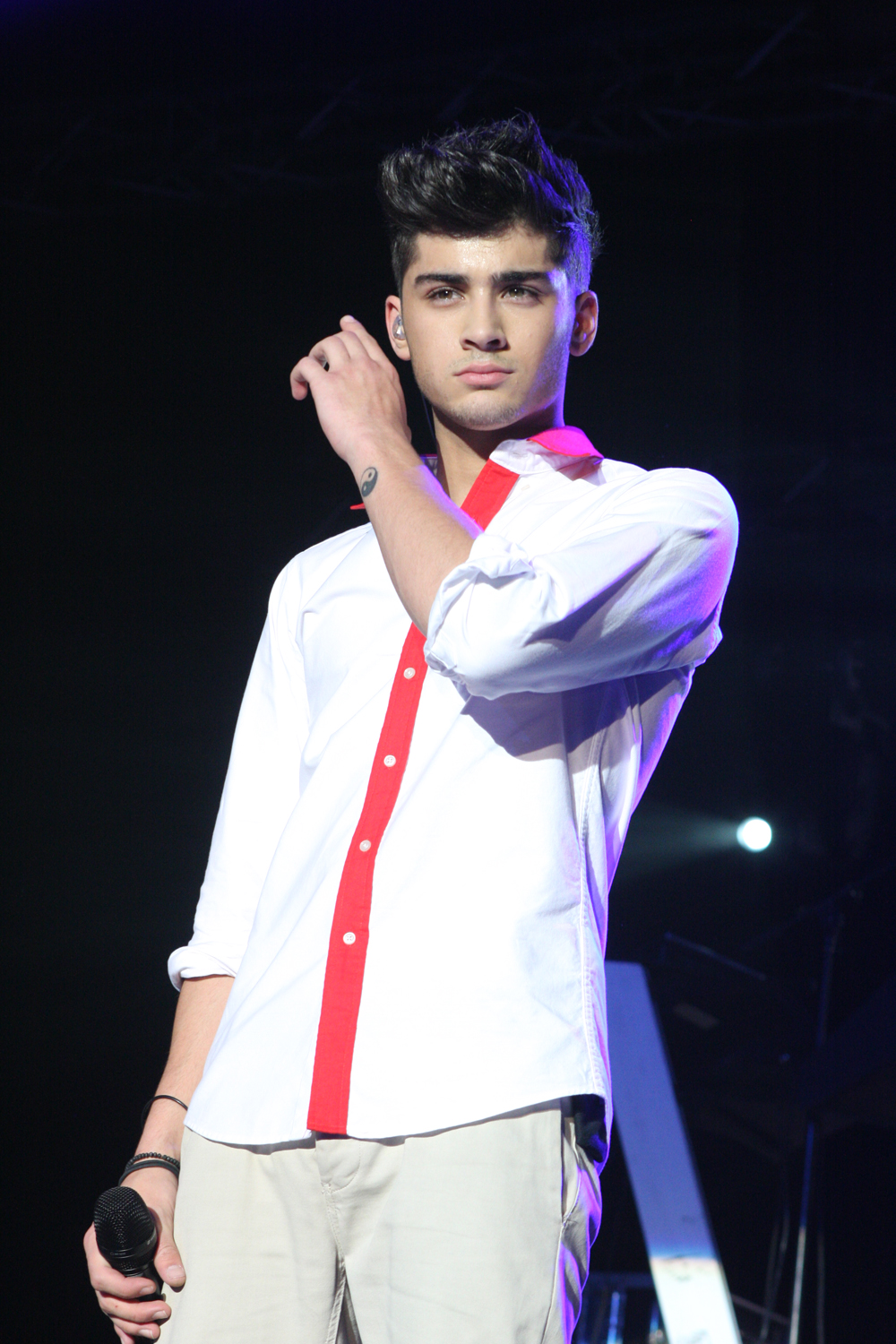
Malik durante a paragem da Up All Night Tour no Hordern Pavilion em Sydney, Austrália, na noite de 13 de abril de 2012.

Antes mesmo de concluírem o seu primeiro álbum, a boy band assinou um contrato discográfico na América do Norte com a Columbia Records, que também é uma filial da Sony BMG. Foi neste momento que Malik alterou o "i" do seu nome para "y", pois isto parecia mais "original". Up All Night, o projecto de estreia da banda, foi lançado em novembro de 2011. Embora tenha tido um desempenho comercial inicialmente moderado, conseguiu posicionar-se no primeiro posto em dezasseis países, inclusive os Estados Unidos. Este feito rendeu ao grupo uma entrada no Guiness World Records por conseguirem estrear no topo da tabela de álbuns dos EUA com o seu álbum de estreia. Up All Night vendeu cerca de 5 milhões de unidades no mundo até Março de 2015. Take Me Home (2012), o segundo trabalho de estúdio, fez dos One Direction a única banda britânica a conseguir posicionar os seus dois trabalhos de estreia no primeiro posto nos EUA no mesmo ano. "Live While We're Young", o primeiro single lançado do disco, tornou-se no maior sucesso comercial da banda até hoje, tendo conseguido estabelecer o recorde de maior venda semanal para uma canção lançada por um artista não-britânico em território norte-americano, além de ter quebrado o recorde de maior número de visualizações para um vídeo nas suas primeiras 24 horas de disponibilização no YouTube. Take Me Home também vendeu cerca de 5 milhões de unidades no mundo até março de 2015.
O terceiro projecto da banda, intitulado Midnight Memories, fez dos One Direction a primeira e única banda a estrear os seus três primeiros lançamentos no primeiro posto da tabela musical dos EUA. Com o lançamento de Four em Novembro do ano seguinte, a banda alargou este recorde para quatro trabalhos de estreia. Em 2014, a canção "Story of My Life", coescrita por Zayn, recebeu uma nomeação nas categorias "Melhor Single Britânico" na cerimónia dos BBC Radio One Teen Awards de 2014, "Melhor Faixa do Ano" na cerimónia Twenty Quid Music Prize do Popjustice, "Canção Estrangeira do Ano" nos Rockbjörnen, "Melhor Canção por um Grupo" e "Melhor Canção de Término de Namoro" nos Teen Choice Awards, tendo vencido apenas nesta última categoria. Midnight Memories foi acompanhado por uma digressão internacional intitulada Where We Are Tour em 2014 que rendeu 282 milhões de dólares norte-americanos, tendo sido a digressão que mais receita colheu naquele ano e a décima segunda mais lucrativa de sempre. Ainda nesse ano, foi revelado que a banda tornou-se na boy band mais rica da história da música, com um total de 70 milhões de libras esterlinas, com 14 destes milhões sendo pertencentes a Malik. Em Março de 2015, foi reportado que a banda havia comercializado cerca de 6,49 milhões de álbuns e 23,7 milhões de singles apenas em território norte-americano, segundo os dados publicados pela Nielsen SoundScan. Ao redor do mundo, a banda conseguiu vender mais de 50 milhões de discos.
Em 25 de março de 2015, foi anunciado que Malik não seria mais um integrante dos One Direction, tendo apontado o desejo de viver como um "jovem normal de 22 anos de idade que tem tempo suficiente para relaxar e gerir uma vida privada fora do estrelato" como o motivo para sair da banda. Isto foi precedido pela conclusão prematura da On the Road Again Tour por um período indefinido seis dias antes do previsto. "Tentei sim fazer algo com o qual não me sentia feliz a fazer pelo bem da felicidade de outras pessoas. [...] Sinto que desapontei os meus fãs, mas já não conseguia fazer isto por mais tempo. É louco e um pouco selvagem, eu sei, mas nunca senti tanto controle da minha vida. E eu sinto que estou a fazer a coisa certa — por conta própria e apoiado pelos rapazes — por isso sinto-me bem," disse Malik em entrevista ao jornal The Sun, na qual revelou que já vinha querendo sair da banda há um tempo e aproveitou para negar supostas alegações de que havia uma rixa com os outros membros do grupo, explicando que eles foram encorajadores e apoiaram-no na sua decisão. A sua última apresentação pública como um membro da boy band foi na paragem da On The Road Again Tour na Arena AsiaWorld em Hong Kong no dia 18 de março de 2015.

### 2015–2017: Carreira solo eMind of Mine
"Acho que eu sempre quis sair, tipo, desde o primeiro ano, na verdade. Eu nunca quis estar lá, digo, na banda. Mas eu dei uma chance pois estava ali naquele momento, mas quando vi a direção que estávamos a tomar com a música, eu instantaneamente percebi que aquilo simplesmente não era para mim, porque eu não poderia contribuir mais. Eu não poderia dar a minha opinião sobre isto ou aquilo porque não se encaixava com o que éramos como uma banda ou o que representávamos. Então foi quando ficou claro que eu tinha que começar a pensar em mim. Então, eu estive sempre a escrever [letras], mesmo quando estava na banda. Não era algo sobre o qual eu tinha que pensar e processar informações. Eu sempre soube."

— Malik enquanto expressava os seus sentimentos sobre ter saído dos One Direction em entrevista ao repórter Zan Lowe do programa de rádio Beats One.
No dia após anunciar a saída dos One Direction, Malik foi fotografado em um estúdio de gravação em Londres, no qual se encontrou com o produtor britânico Naughty Boy, o que levou à especulação que ambos estariam a trabalhar em projectos musicais. Na noite de 31 de março de 2015, Naughty Boy anunciou via Twitter que havia lançado no serviço SoundCloud uma versão prematura de uma canção intitulada "I Won't Mind", cantada por Malik. Esta canção foi removida da página em menos de 12 horas após ter sido publicada, isto devido a uma cláusula no contrato de Malik com a sua antiga editora discográfica que não o permitia lançar material a solo durante os próximos dois anos. "I Won't Mind" foi recebida com opiniões favoráveis pela crítica especialista em música contemporânea, com o resenhista Jason Lipshutz, da Billboard, elogiando a composição e os vocais de Malik por demonstrarem "vulnerabilidade": "A canção parece estar incompleta, mas a vulnerabilidade Malik soa real e bem-merecida; 'I Won't Mind' não precisa necessariamente de produção elaborada para causar impacto". Na manhã de 29 de Julho de 2015, Malik assinou um contrato discográfico com a RCA Records na Cidade de Nova Iorque. "Eu acho que eu nunca expliquei por que saí [dos One Direction], foi por este momento, para ser dado a oportunidade de mostrar-vos quem sou de verdade!", exprimiu ele através de uma publicação no Twitter no mesmo dia.
Em Janeiro de 2016, o cantor foi a capa da versão norte-americana da Billboard. No artigo publicado na revista, Malik revelou que estava finalmente a compor temas e a fazer coisas de que gostava. "Eu venho até aqui [ao estúdio] e gravo sete canções por noite... Eu não estou mais a me censurar, então não fico cansado. Eu amo isto". Na sua primeira entrevista a solo gravada em vídeo, o jovem artista revelou que o título do seu projecto seria Mind of Mine.  Mais logo, foi anunciado como um dos artistas que iria cantar no concerto primaveril Wango Tango de 2016, organizado pela KIIS-FM de Los Angeles e pela iHeartMedia.
"Não nos era perimitido falar sobre certas coisas, ou palavras [letras] do jeito que nós queríamos. Eu sentava e me questionava: 'Se os fãs soubessem como isto funciona, o que iriam pensar?' A minha conclusão foi: 'As pessoas são mais inteligentes do que isso. Eles querem ouvir o que é verdade, então por que não escrevemos coisas pelas quais realmente estamos a passar por?"
— Malik a abordar os tópicos relativos ao seu álbum de estúdio de estreia.
"Pillowtalk", o primeiro single de Mind of Mine, foi lançado em fins de Janeiro de 2016 juntamente com o seu vídeo musical. Em geral, ambos foram recebidos pela crítica especialista em música contemporânea com opiniões favoráveis, que elogiou os talentos de composição do artista e ainda os vocais "amadurecidos". Fazendo uma análise do teledisco para a canção, o jornalista Nolan Feeney, da revista Time achou que Malik "aparenta estar determinado a colocar um fim na sua imagem de menino de boy-band". "Pillowtalk" marcou a primeira vez que um artista masculino britânico estreou na primeira posição da tabela musical norte-americana Billboard Hot 100. Mind of Mine foi finalmente lançado a 25 de Março de 2016. Descrito como um trabalho de R&B alternativo que mistura elementos de uma gama de géneros musicais, foi igualmente bem recebido pela crítica especialista, sendo-lhe atribuída uma média de 69 na página Metacritic, com grande parte dos elogios sendo dirigida à nova direção musical do cantor, os seus vocais e a produção do álbum. Mind of Mine foi listado como um dos melhores álbuns de 2016 em periódicos como o Los Angeles Times e Toronto Sun, e ainda como um dos melhores álbuns de música pop de 2016 em periódicos com o The Atlantic, The National e Spin. O disco foi um sucesso comercial mundial, marcando a primeira vez que uma obra musical liderou as tabelas musicais da iTunes Store em mais de 70 países, e ainda as tabelas musicais de 83 países 24 horas após o seu lançamento. Ademais, estabeleceu um recorde no Twitter por ter liderado a tabela musical Billboard Twitter Top Tracks por três semanas consecutivas com três cançÕes diferentes: "It's You", "Like I Would" e "Befour". Outros trabalhos musicais de Malik em 2016 incluem uma participação no remix da canção "Back to Sleep", do cantor norte-americano Chris Brown; a canção "Who", inclusa na banda sonora do remake do filme Caça-Fantasmas; os singles "Cruel", do duo britânico Snakehips, e "Freedun", da rapper britânica M.I.A; e ainda "I Don't Wanna Live Forever (Fifty Shades Darker)", uma colaboração com a cantora Taylor Swift lançada como canção-tema do filme Fifty Shades Darker (2017). Ademais, foi reportado que o artista havia feito uma aparição no filme Ocean's Eight, com estreia prevista para junho de 2018. Em entrevista ao programa de rádio Elvis Duran and the Morning Show na Nova Zelândia a 14 de dezembro de 2016, Malik anunciou que estava a escrever uma autobiografia com data de lançamento ainda por anunciar. Ele descreveu o processo de escrita como "terapêutico". Zayn: The Official Autobiography, o título da obra, recebeu uma nomeação na categoria "Best Book" na cerimónia dos NME Awards de 2017.

### 2017–2018:Icarus Falls
Em 24 de março de 2017, Malik lançou o single "Still Got Time" em colaboração com PartyNextDoor. Malik anunciou o novo single "Dusk Till Dawn" com Sia através de suas redes sociais. O single foi lançado em 7 de setembro de 2017. O videoclipe que acompanha apresentava a atriz americana Jemima Kirke e foi dirigido por Marc Webb. Malik começou a lançar canções de seu segundo álbum antes de anunciar a data de lançamento e o nome do álbum. A partir de abril de 2018, ele lançou sua primeira música do álbum intitulada "Let Me". O segundo single, "Entertainer" foi lançado no dia 23 de maio de 2018.
Malik lançou o terceiro single do álbum "Sour Diesel" em 18 de julho de 2018. Em 2 de agosto de 2018, Malik lançou outra faixa do álbum intitulada "Too Much" com Timbaland. "Fingers" serviu como o quinto single e lançado em 18 de outubro de 2018. Ele e a rapper Nicki Minaj lançaram "No Candle No Light" como o sexto single do álbum em 15 de novembro. Em 29 de novembro, ele anunciou que seu segundo álbum solo de estúdio se chamaria Icarus Falls também lançou um single promocional, "Rainberry". Ele lançou o álbum em 14 de dezembro de 2018. O álbum contém 27 faixas, incluindo seis singles anteriores que ele lançou, enquanto "Dusk Till Dawn" e "Still Got Time" são apresentados apenas na edição japonesa do álbum. O álbum recebeu críticas geralmente favoráveis dos críticos de música, mas não foi tão bem-sucedido comercialmente como seu álbum anterior, com Icarus Falls chegando a 61 na Billboard 200 dos EUA e em 77 na UK Albums Chart.

### 2019–presente: Colaborações eNobody Is Listening
Em 2019, ele apresentou uma versão cover de "A Whole New World" com Zhavia Ward para a trilha sonora do remake do filme de 2019 Aladdin. Uma versão bilíngue em inglês e espanhol, "Un Mundo Ideal", interpretada por Malik e Becky G, foi lançada em 17 de maio de 2019. Na versão totalmente em espanhol, ele performou a música com Aitana. Em 26 de setembro de 2019, Malik e o trio indie pop Shaed lançaram um remix da última canção "Trampoline" com Malik contribuindo com os vocais. Ele seguiu com outra colaboração, a faixa electropop "Flames", que escreveu e gravou com o DJ e produtor holandês R3hab e o DJ britânico Jungleboi. A canção foi lançada em 15 de novembro de 2019.
Em 23 de setembro de 2020, Malik postou um pequeno clipe no Twitter intitulado "Better", que serve como o single principal de seu terceiro álbum de estúdio, Nobody Is Listening. A música marca seu primeiro lançamento solo em quase dois anos. Malik descreveu o álbum como "seu projeto mais pessoal até agora". Outra canção chamada "Vibez" foi lançada junto com sua pré-encomenda em 8 de janeiro de 2021. O álbum foi lançado em 15 de janeiro de 2021.

## Moda
Em 2016 Malik fez a sua estreia na publicação anual BoF500 do blogue The Business of Fashion, que lista as pessoas mais influentes na moda. Em janeiro do ano seguinte o cantor lançou uma linha de sapatos com o designer de calçados italiano Giuseppe Zanotti. A coleção, intitulada Giuseppe for Zayn, apresentou quatro tipos de sapatos — duas botas e duas sapatilhas. Em fevereiro de 2017 a campanha de primavera-verão 2017 da Versus que apresentava Malik e a modelo Adwoah Aboah foi lançada. No mesmo mês, ele co-apresentou a cerimónia anual Americans in Paris organizada pela CFDA / Vogue durante a Paris Fashion Week. Donatella Versace, designer chefe da marca Versace, seleccionou Malik como o director criativo para uma colecção de homens e mulheres intitulada Zayn x Versus, com data de estreia prevista para maio de 2017.

## Filantropia
Ele é um embaixador oficial do grupo de caridade British Asian Trust, contribuindo para melhorar a vida das pessoas desfavorecidas que vivem no sul da Ásia. Com seu antigo grupo One Direction, ele contribuiu para eventos de arrecadação de fundos africanos com a Comic Relief. Em abril de 2014, Malik doou sua guitarra para a Kean's Children Fund em Dundee, Escócia. O fundador da instituição de caridade Charlie Kean estava organizando um leilão online para o violão e o dinheiro arrecadado com o leilão será usado para comprar iPads para a ala infantil da Ninewells. Em março de 2016, ele comprou uma caixa na Bradford City para crianças carentes assistirem futebol, em homenagem a seu avô materno Walter Brannan. Em janeiro de 2020, Malik doou £ 10 000 para o tratamento médico de uma menina de cinco anos por meio da página GoFundMe que sua mãe fez para arrecadar dinheiro.
Em maio e junho de 2020, Malik expressou apoio ao movimento Black Lives Matter, compartilhando links para petições e doando para o fundo memorial de George Floyd.

## Estilo musical
Em entrevista à revista The Fader Malik revelou que as suas principais influências musicais vieram do seu pai: "Ele escutava muito R&B, muito R. Kelly, muito Usher, muito Donell Jones, muito Prince. Ele também costumava escutar muito rap, 2Pac e Biggie. Muito bop, muito reggae, Gregory Isaacs e artistas estranhos como Yellowman". Citou Bruno Mars como um "colaborador de sonhos". Para o seu primeiro trabalho de estúdio, Malik declarou que optou por adoptar vários géneros musicais. "Elas [as canções] não se enquadram especificamente em um único tipo de música. Não são do tipo, 'Isto é funk, isto é soul, isto é um ritmo acelerado, isto é uma faixa de dance.' Eu ainda não sei qual é o meu estilo. Estou ainda a descobrir as minhas influências por aí. Olhando para a reação do público, chegarei em algum lugar com isso". Em sua essência, o álbum apresenta uma sonoridade R&B e ocasionalmente outros géneros como música dance, electrónica, hip hop, neo soul, reggae e gazel Qawwali. Outro elemento notório de Mind of Mine é a técnica vocal do artista, que demonstra habilidades do melisma, vibrato, elisão e warbling. Malik afirma que o rapper canadiano Drake é a sua principal inspiração a seguir na carreira de rap, tendo afirmando querer o canalizar no seu álbum de estreia.
Malik tem um alcance vocal amplo tenor e é conhecido pelo seu belting e falsetto e ainda por atingir notas altas. Fora considerado o vocalista mais forte dos One Direction por Brad Nelson, do The Guardian, que ainda escreveu: "Ele é um dos vocalistas mais realizados do grupo, exibindo o seu alcance amplo. Ele aloja um tenor prateado em si, similar mas mais preciso que o warble fumante de Harry Styles", assegurando que a sua saída do grupo iria marcar uma "falta de agilidade vocal".
Além disso foi apontado por vários críticos que o trabalho é bastante coeso à medida em que vai abandonando a sonoridade pop e favorecendo o "R&B sensual e sedutor" que permite ao vocalista demonstrar as suas habilidades vocais que emitem técnicas como o melisma em "Fool for You", vibrato em "It's You", canto ao estilo Qawwali em "Flower", freestyle em "Lucozade" e reggae em "Do Something Good".

## Livro
Em 13 de setembro de 2016, Zayn anunciou que uma autobiografia oficial chamada Zayn seria lançada. Amostras do livro apareceram online nas semanas seguintes ao anúncio. A descrição oficial afirma que "ZAYN vai contar e mostrar tudo nesta página de recados íntima e crua de sua vida. Fotos nunca antes lançadas dão aos leitores uma visão do ZAYN, sem barreiras. Magnificamente projetado com centenas de fotografias coloridas e as notas, desenhos, letras de músicas e histórias pessoais de Zayn, o livro captura os momentos mais íntimos de Zayn e seus sentimentos sinceros sobre fama, sucesso, música e vida".

## Imagem pública e vida pessoal
"Eu sempre senti que tive um certo favoritismo em certas situações porque os fãs obviamente queriam se relacionar a alguém que é similar a eles. Eu sou apenas uma pessoa normal também e sigo a minha religião e faço todas estas coisas normas que todo o mundo faz. Eu adoro música e fazer tatuagens, e também cometo erros, e tive que passar por relacionamentos e términos de namoro. Sinto-me orgulhoso pelo facto de as pessoas olharem para mim e conseguirem se espalhar nisso. [...] Não sinto nenhuma pressão de todo. Sempre senti-me bem por ser, tipo, o primeiro do meu tipo a fazer as coisas que fiz. Eu fiquei feliz por ter trazido diversidade. Mas eu jamais tentaria influenciar algo ou tentar definir-me com uma afirmação religiosa ou demonstração de qualquer outra coisa. Eu sou eu. Eu estou apenas a ser eu."

— Malik falando sobre a opinião do público a respeito do novo caminho que ele queria seguir após abandonar os One Direction.
Enquanto ainda membro dos One Direction, aos dezassete anos de idade, Malik teve um relacionamento curto com Geneva Lane em 2010, sua colega do The X Factor que na época era três anos mais velha que ele. Após o anúncio dos resultados no episódio final da temporada, eles foram fotografados a se beijarem, tendo o cantor confirmado no dia seguinte via Twitter o namoro, que terminou a 21 de Janeiro do ano seguinte. Pouco tempo após isto, agora com dezoito anos de idade, o artista iniciou outro relacionamento de quatro meses com Rebecca Ferguson. Este relacionamento gerou controvérsia na imprensa mediática pela sua diferença de cinco anos de idade em relação à Ferguson, que revelou o ter conhecido nos bastidores do The X Factor: "Levou algum tempo até que começamos a olhar um para o outro com segundas intenções. Não houve nenhum momento específico, apenas se desenvolveu com o passar do tempo". Quando o casal terminou em Julho de 2011, Ferguson declarou: "Eu e Zayn distanciámo-nos. Eu lhe desejo tudo de bom". Contudo, em outubro do ano seguinte, a cantora afirmou que o relacionamento "jamais deveria ter acontecido. Era um conceito errado logo desde o início. Terminou mesmo muito mal, e por isso já nem nos falamos mais. Não temos contacto algum." Em Maio de 2012, Malik iniciou um relacionamento com a cantora Perrie Edwards, membro do girl group britânico Little Mix, tendo oficializado o noivado no ano seguinte. Contudo, em agosto de 2015 o gerente do artista anunciou que o casal havia terminado o relacionamento. Seu relacionamento com Edwards foi marcado pelo facto de Malik ter sido acusado por quatro vezes de a ter traído, inclusive um caso em que a sua suposta amante tinha evidências em imagens do ocorrido. Após ter sido acusado por Edwards de ter terminado tudo com ela através de uma mensagem de texto...". Em Novembro de 2015, fora especulado pela imprensa que o cantor teria iniciado em fevereiro de 2016 um relacionamento com a modelo norte-americana Gigi Hadid, tendo ele confirmado tal facto em entrevista a Zach Sang. A sua primeira aparição conjunta após a confirmação do relacionamento foi a 2 de maio do mesmo ano no evento Met Gala, e mais tarde em uma campanha promocional para a edição de Maio de 2016 da revista Vogue. Ademais, a modelo fizera também uma participação no vídeo musical de "Pillowtalk", no qual eles se beijam.
Malik revelou ter uma paixoneta pela atriz norte-americana Megan Fox e uma paixão pelo cantor Justin Timberlake, tendo revelado ser fã da saga de livros Harry Potter e banda N'Sync, na qual Timberlake era membro. Além disso, tem aquafobia pois não sabe nadar. No filme One Direction: This Is Us (2013), Malik é visto a comprar uma casa para a sua família, afirmando que esse foi o propósito pelo qual ele sempre quis ser um artista bem-sucedido, para que pudesse financiar a sua família. O artista tem três cães: Boris, Rhino e Marley. Um cão de ataque foi mencionado por ele em entrevista à revista Fader em Novembro de 2015, contudo, jamais fora fotografado. Os dois cães comprados por Malik e sua ex-noiva Edwards estão mantidos sob custódia dela. Ele considera os leões como o seu animal favorito, além de também ter gosto por gatos.

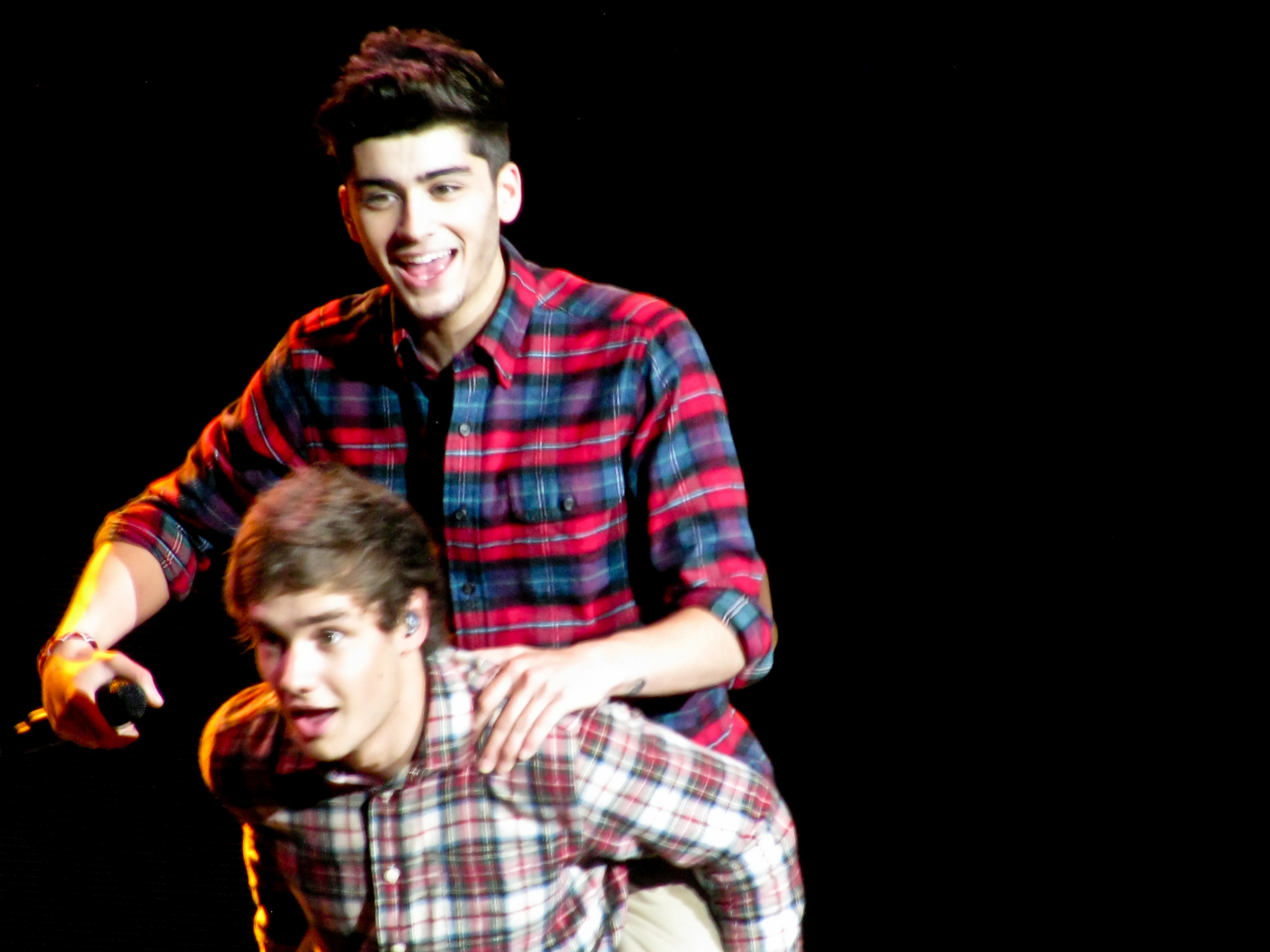
Malik a cantar ao lado do seu ex-colega de banda Liam Payne em um dos concertos da Up All Night Tour em Junho de 2012. Vários membros da imprensa e fãs dos One Direction notaram que Malik era mais próximo a Payne do que qualquer outro membro da banda.

Malik é muçulmano e fala inglês e urdu, tendo também capacidade de leitura de árabe. Ele já foi alvo de muitas ofensas racistas e anti-muçulmanas, bem como acusações de aversão à sua religião, que culminaram em ele apagar a sua conta do Twitter em 2012, tendo voltado a abrir meses depois. Durante o conflito entre Israel e Gaza em 2014, conhecido por Operação Margem Protectora, o cantor publicou a mensagem "#LibertemAPalestina" no Twitter, tendo imediatamente recebido repostas maléficas e ainda ameaças de morte. Desde então, tem evitado se pronunciar à respeito de questões políticas. Ainda nesse ano, foi comparado a um terrorista pelo programa de televisão norte-americano The Daily Show with Trevor Noah, com os representantes do mesmo se defendendo afirmando que não tinham conhecimento que ele era muçulmano. Tal comparação voltou a acontecer no ano seguinte pela personalidade norte-americana Bill Maher e ainda pelo portal também norte-americano The Huffington Post, que ainda usou imagens suas para ilustrar um artigo sobre terroristas, ao que os representantes do portal rapidamente emitiram um pedido de desculpas; todavia, Maher se recusou a fazer o mesmo. Devido à tais acusações, Malik participou de uma campanha social em outubro sobre legislação antiterrorista para a qual foi divulgada uma fotografia na qual ele veste uma camiseta na qual pode ser lido "Eu não sou um terrorista... Por favor, não me prenda". Em maio de 2016, a rapper norte-americana Azealia Banks fez ataques verbais à Malik em uma série de mensagens racistas e homofóbicas no Twitter, nas quais o acusava de se apropriar da cultura afro-americana e plagiar a sua aparência e estilo para o vídeo musical do single "Like I Would". Após ser suspendida da rede social por tais comentários cinco meses depois, a artista pediu desculpas ao cantor.
"Sendo a única pessoa de cor da banda, e a celebridade muçulmana ocidental mais proeminente, Zayn foi bastante mal-percebido a um nível inimaginável... após ouvir Zayn falar sobre o quão normal ele é, não consigo não me questionar o quão 'normal' uma pessoa muçulmana deve ser para que possa agradar os intolerantes do mundo — e, dada a impossibilidade de aparência não-ameaçadora que é requisitada aqui, como é que alguém na posição de Zayn poderia alguma vez se sentir seguro o suficiente para dizer algo como 'Sim, eu quero sim ser uma influência'."
— O jornalista Cooper Duncan, da revista Fader, comentando sobre o racismo sofrido por Malik após o ter entrevistado em Novembro de 2015.
O cantor panjabe-britânico Jay Sean revelou ser amigo de infância de Malik, afirmando tê-lo encorajado a seguir uma carreira musical e ainda cantar consigo: "Eu tenho um laço muito forte com o seu projecto actual. É tão engraçado, a história completa de Zayn é uma loucura. Desde o ponto de eu o ter conhecido na escola e o ter trazido ao palco pela primeira vez que ele cantou em um palco". Malik é amigo de Olly Murs, um cantor britânico que servia como artista de abertura dos concertos norte-americanos da Up All Night Tour em 2011, tendo descrito o seu amigo como "um irmão mais velho". Por sua vez, Murs apoiou o artista quando ele saiu dos One Direction e também quando teve que cancelar um grande número de concertos da digressão em outubro de 2016 devido a ataques de extrema ansiedade. Malik é padrinho de Brooklyn Watson, filha primogénita de Caroline Watson, uma estilista de roupa interior masculina que trabalhava com os One Direction e que continua a trabalhar com Malik. Em março de 2014, Mark Paniccia, editor da Marvel Comics, anunciou que Malik fora a inspiração principal quando foi desenhada a versão actualizada da personagem mexicano-americana Roberto "Robbie" Reyes, descrita pelo mesmo como "fisicamente forte com uma expressão quieta e conturbada, meio jovial". Em março de 2016, Malik revelou que após concluir as actividades promocionais para o seu álbum de estúdio de estreia, tinha planos de seguir estudos em Língua Inglesa ou Literatura — que originalmente intencionava estudar antes mesmo de ter iniciado a carreira musical — enquanto escreve as letras para as canções do seu segundo trabalho de estúdio. Até abril de 2015, pouco tempo após ter saído dos One Direction, a BBC especulou que a fortuna de Malik estaria por volta dos 25 milhões de libras esterlinas. Um ano depois, a página online Gigwise estimou a fortuna do artista como cerca de 30 milhões de libras esterlinas.

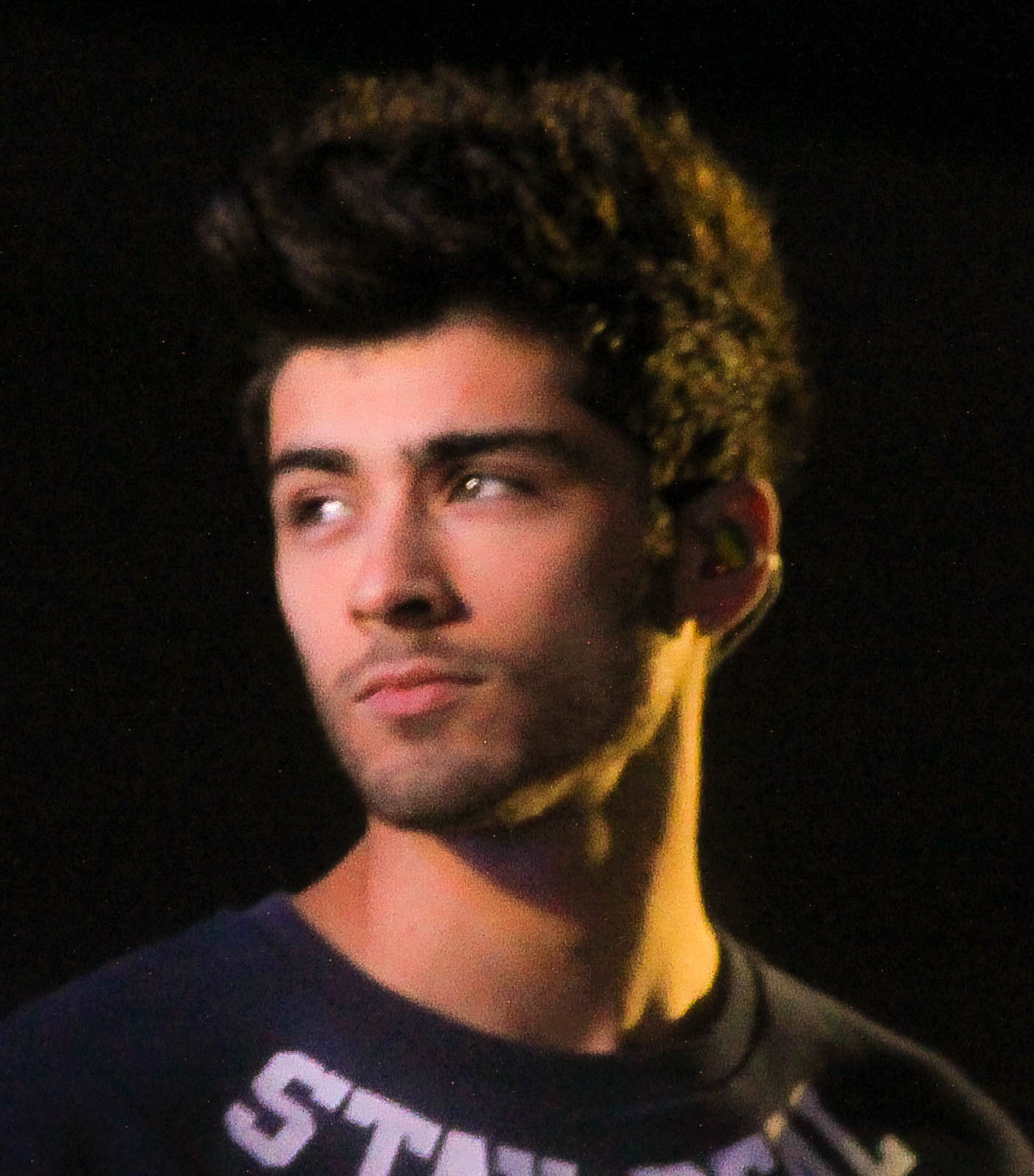
Malik se apresentando durante a Where We Are Tour em 2014.

Zayn é um embaixador oficial do grupo de caridade da British Asian Trust, contribuindo para a melhoria das vidas de pessoas desafortunadas vivendo no Sul da Ásia. Enquanto ainda era membro dos One Direction, ele contribuiu para vários eventos de angariação de fundos para África com a Comic Relief. Em março de 2016, ele comprou uma caixa na Bradford City Association Football Club para que crianças desafortunadas pudessem assistir a jogos de futebol, tendo baptizado a caixa como uma homenagem ao seu avô materno Walter Brannan, que falecera enquanto Malik estava a competir no The X Factor. O cantor tatuou والتر no seu peito, que é Walter em árabe. Essa foi a sua primeira tatuagem. Em uma entrevista à Capital FM em setembro de 2011, o cantor confirmara ter mais duas tatuagens: um símbolo japonês que significa "nascido propício" no estômago e um símbolo Yin Yang no seu pulso esquerdo. A tatuagem no seu estômago fora mais tarde substituída por um coração. A respeito da tatuagem de dedos cruzados no seu antebraço, ele afirmou que são um símbolo de boa sorte. As tatuagens de cobra e tigre foram feitas em um quarto de hotel durante a paragem oceânica da Take Me Home Tour. Em 2016, uma série de tatuagens foram sendo vistas no corpo do cantor, incluindo um microfone de tamanho real no seu antebraço direito, o título do seu álbum de estúdio de estreia no braço esquerdo, a silhueta de um homem na sua perna, um pardal no pescoço, um sabre de luz do Star Wars que brilha no escuro no dedo. Em setembro de 2016 o cantor fora visto sem a tatuagem da cara da sua ex-noiva Edwards. Em Novembro seguinte, afirmou em entrevista à Evening Standard Magazine que não era permitido aos membros dos One Direction deixarem crescer a barba, pintarem o cabelo e nem fazerem tatuagens, mas ele as fez mesmo assim porque "uma vez feitas, estão feitas", declarando que o eu gerente "enlouqueceu" após ver a tatuagem "Zap!" no seu braço. Até Novembro de 2016, o artista tinha um total de 36 tatuagens.
Malik é viciado em cigarros, tendo revelado em meados de 2012 um desejo por abandonar este hábito, podendo fumar até vinte cigarros por dia naquele momento. "A minha resolução para o ano novo é de parar de fumar. Estou mesmo a precisar disso", disse o artista. Em abril seguinte, quando os One Direction estavam hospedados no W Hotel em Beverly Hills, Los Angeles, para se apresentarem na cerimónia dos Nickelodeon Kids Choice Awards, Malik se expôs descamisado na janela do hotel fumando um cigarro, revelando assim que ainda não abandonara tal costume.
Muitos membros da imprensa, bem como fãs dos One Direction, especulam que Malik teria um relacionamento amoroso homossexual com Liam Payne. Isto teve início quando começou a se notar o comportamento dos dois juntos, que aparentava ser bastante íntimo. Em várias entrevistas, Malik demonstrou ter conhecimento bastante amplo sobre Payne e sua família, inclusive aspectos que outros membros da banda não tinham conhecimento. Payne é o único membro da banda com quem Malik continuou a estabelecer contacto após a sua saída. Isto foi ainda alavancado pelo facto de, quando questionado sobre a sua opinião sobre o noivado de Malik com Edwards, Payne ter respondido que achava que "[o casamento] não irá acontecer... eu acho que você... não irá ver as alianças...", levando à especulação que o relacionamento de Malik com Edwards seria apenas um disfarce criado pela empresa de gerenciamento de ambas bandas para esconder o seu relacionamento homossexual.
Em 2011, Malik foi listado como o 27.° homem mais sensual do mundo pela revista Glamour. Em 2014, foi votado como o homem melhor vestido pela publicação britânica da revista GQ. No ano seguinte, foi votado o "Homem Mais Sensual do Pop" em um inquérito da estação de rádio britânica Capital FM.

### Controvérsias
Em maio de 2014, um vídeo gravado no mês anterior por seu colega de banda Louis Tomlinson foi divulgado pelo jornal britânico The Daily Mail. O vídeo mostra Malik e Tomlinson, junto com outros membros da equipa de gerenciamento da banda, fumando cannabis enquanto eram conduzidos a um concerto na cidade de Lima, Perú. Além disso, Malik pode ser ouvido a fazer críticas ao merchandising da banda, afirmando que tanto a banda como os fãs estavam a ficar fartos da promoção ter um público-alvo muito jovem desprovido de qualquer tipo de criatividade artística. Nenhum membro da banda fez algum tipo de comentário a respeito do incidente, embora Liam Payne tenha feito um pedido de desculpas em nome dos seus colegas de banda poucos dias após a divulgação das imagens. Fora especulado em meados de 2015 que ambos Malik e Tomlinson seriam acusados pelo uso de drogas ilegais.
Malik teve um breve relacionamento profissional com o produtor Naughty Boy entre 2014 e 2015, tendo eles sindo apresentados por Simon Cowell, seu amigo de longa data. Tensão começou a surgir quando os One Direction decidiu não usar nenhuma das faixas produzidas por Naughty Boy no seu quarto álbum de estúdio, embora a banda e o produtor tenham trabalhado juntos por várias ocasiões ao longo de 2014. Todavia, Malik aparentou ser próximo ao produtor, tendo adquirido fatos-de-treino "Zaughty" consigo. Quando Malik saiu dos One Direction, Naughty Boy publicou uma série de mensagens no Twitter, fazendo troça dos fãs da banda e clamando que "Zaughty" havia "vencido". Após Tomlinson ter respondido ao comentário, o produtor divulgou uma versão inacabada de uma canção que ele estava a produzir para Malik, intitulada "I Won't Mind". Em Maio de 2015, após Naughty Boy ter mal-percebido uma mensagem com teor humorístico publicada por Payne no Instagram, na qual afirmava ter encontrado um quinto novo membro para os One Direction, decidiu responder afirmando que o cantor não sabia cantar e sempre usou autotune. A discussão se concluiu quando Malik publicou: "Lembras-te quando tinhas uma vida e não fazias comentários desgraçados sobre a minha?" Quando Naughty Boy divulgou uma versão gravada por Malik da canção "No Type" do duo Rae Sremmurd, juntamente com um vídeo musical gravado secretamente em Janeiro de 2015, Malik resolveu cortar todo tipo de laços com o produtor, publicando no Twitter: "seu monte de esterco, para de fingir que somos amigos. Ninguém quer saber de ti". O produtor fez mais ataques pessoas a Malik, não obtendo resposta.

## Relacionamentos

### Genebra Lane
Zayn namorou o colega concorrente do The X Factor, Geneva Lane, brevemente em 2010. Na época, ele tinha 17 e ela 20. Eles se tornaram próximos durante o tempo no programa. No entanto, devido à proibição estrita de Simon Cowell de namorar os concorrentes, eles negaram que houvesse um relacionamento. No final da sétima temporada, eles finalmente se revelaram como um casal quando as câmeras os capturaram se beijando. Zayn mais tarde confirmou no Twitter que eles estavam juntos. O casal rompeu um tempo depois. Em uma entrevista em novembro de 2011, ela disse que ela e Zayn continuaram amigos, mas não conversaram muito por causa de sua agenda lotada.

### Rebecca Ferguson
Em 2011, Zayn começou a namorar Rebecca Ferguson, vice-campeã da sétima temporada do X Factor, quando ele tinha 18 anos e ela 23 anos. O relacionamento deles chamou a atenção da mídia por causa da diferença de idade de seis anos. Eles se conheceram enquanto estavam no The X Factor, mas Rebecca afirmou que "Demorou um pouco antes de olharmos um para o outro sob uma luz diferente. Não houve um momento em particular, apenas evoluiu com o tempo". Zayn foi quem perseguiu Rebecca. O relacionamento terminou depois de quatro meses em julho de 2011, com Rebecca afirmando na época: "Eu e Zayn apenas nos separamos. Desejo a ele tudo de bom". No entanto, em uma entrevista em outubro de 2012, Zayn abriu sobre o relacionamento dizendo: "Não deveria ter acontecido. Foi apenas uma ideia errada desde o início. Terminou muito mal, então não falamos mais . Não estamos em contato". Porém, em 2020, Rebecca afirmou que as notícias de que Zayn se tornaria pai eram notícias boas.

### Perrie Edwards
Zayn foi anteriormente noivo de Perrie Edwards do grupo vencedor do The X Factor, Little Mix. Eles se conheceram quando o One Direction se apresentou no show. Zayn revelou em várias entrevistas que tinha uma queda por Perrie. Em maio de 2012, Zayn confirmou que eles eram um casal depois que fotos de paparazzi deles se beijando e andando de scooter foram publicadas. Em 18 de agosto de 2013, após um fim de semana juntos, Zayn pediu em casamento. Zayn disse aos fãs em uma passagem de som durante a parte australiana da turnê Take Me Home, que ele propôs casamento na frente dos pais dele e de Perrie em seu jardim durante uma "Outdoor Movie Night" especialmente organizada.
Em 4 de agosto de 2015, foi confirmado que Zayn e Perrie haviam se separado oficialmente. Zayn cancelou o noivado, encerrando o relacionamento em julho. Em sua entrevista de novembro de 2015 para a revista Fader, Zayn negou rumores de que ele terminou com Perrie por mensagem de texto, afirmando “Eu tenho mais respeito por Perrie do que terminar qualquer coisa por mensagem de texto. Eu a amo muito, e sempre amarei, e nunca terminaria nosso relacionamento em quatro anos assim. Ela sabe disso, eu sei disso, e o público também deveria saber. Não quero explicar por que ou o que fiz, só quero que o público saiba que não fiz isso.” Zayn também falou sobre o relacionamento em sua autobiografia dizendo “Era março de 2015. Eu estive em um lugar ruim por um tempo e não me via sair disso a menos que fizesse uma mudança. Meu relacionamento com minha noiva, Perrie, estava acabando.

### Gigi Hadid

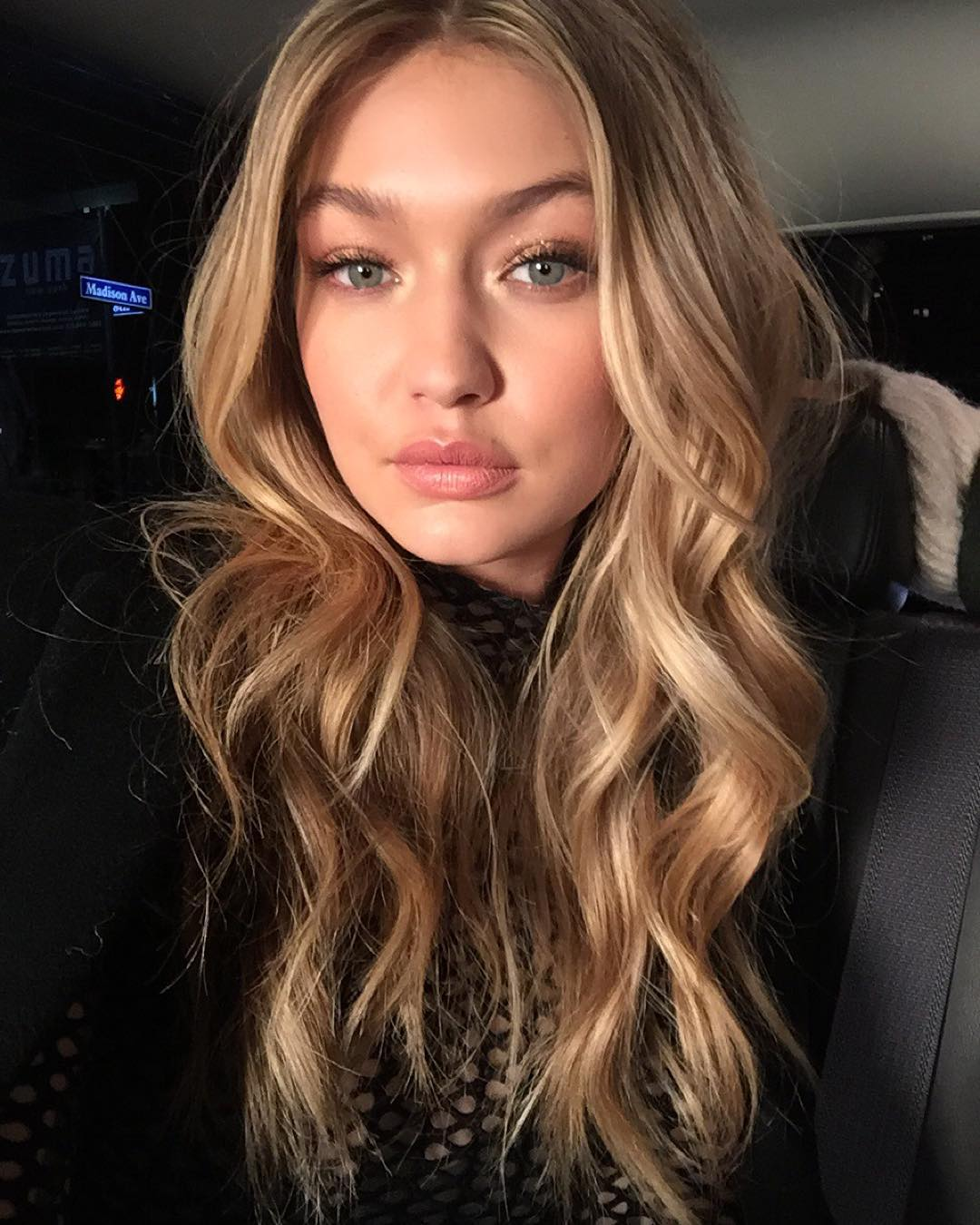
Gigi Hadid, esposa de Zayn

Em 23 de novembro de 2015, a mídia começou a informar que Zayn estava namorando a supermodelo Gigi Hadid. Eles foram fotografados juntos alguns dias depois. Gigi apareceu no primeiro videoclipe solo de Zayn para sua canção Pillowtalk, como seu interesse amoroso. Em fevereiro de 2016, Zayn confirmou oficialmente que Gigi era sua namorada em uma entrevista de rádio com Zach Sang. O casal costumava postar fotos juntos, ou um do outro, no Instagram e no Snapchat. Em 2 de maio, a dupla compareceu ao MET Gala 2016 juntos, com Zayn usando braços metálicos sobre seu smoking. Posteriormente, eles ainda apareceram juntos em público. Em julho de 2016, Zayn conversou com a Elle UK sobre seu relacionamento e compatibilidade. Eles participaram do American Music Awards juntos em novembro de 2016 e colaboraram juntos na linha de moda Versace de Zayn, Versus, em março de 2017.
O casal se separou em março de 2018, lançando ambas as declarações nas redes sociais. Zayn escreveu no Twitter: “Gigi e eu tínhamos um relacionamento incrivelmente significativo, amoroso e divertido e eu tenho um grande respeito e adoração por Gigi como mulher e amiga. Ela tem uma alma incrível. Sou grato a todos os nossos fãs por respeitarem essa difícil decisão e nossa privacidade neste momento. Gostaríamos que esta notícia tivesse vindo de nós primeiro. Nós amamos todos vocês".
Em abril, depois de quase um mês após a separação, surgiram rumores sobre uma possível reconciliação pois Zayn foi fotografado chegando ao apartamento de Gigi à tarde e saindo na manhã seguinte. Em 29 de abril, eles foram fotografados se beijando. Mais tarde, foi confirmado por Hadid que o casal havia reatado o relacionamento.
Em setembro de 2020 tiveram uma filha juntos (Khai Hadid Malik).
Após uma polêmica envolvendo a mãe da modelo, Yolanda Hadid, e a vontade de Gigi e Zayn de proteger a imagem da filha, em outubro de 2021 foi confirmado que o casal não estaria mais junto. Sabe-se que eles mantêm um relacionamento respeitoso um com o outro pela criança.

## Tatuagens
Sua primeira tatuagem é والتر, que é o nome de seu avô, Walter, em árabe no peito, no canto superior direito. Ele fez a tatuagem depois que seu avô faleceu enquanto ele estava no The X Factor. Durante uma entrevista com a Capital FM em setembro de 2011, Zayn confirmou que tinha duas tatuagens adicionais. Ele afirmou que tinha um símbolo japonês que significa "nascido com sorte" em seu estômago (que mais tarde foi coberto por um coração), e um símbolo yin e yang em seu pulso esquerdo. Zayn disse que os dedos cruzados em seu antebraço são um símbolo de boa sorte. Ele tweetou que a inscrição em sua clavícula significava "seja fiel a quem você é". 
A tatuagem de uma mulher (supostamente Perrie Edwards) foi feita durante a etapa americana da segunda turnê do menino "Take Me Home" em Maryland. A imagem é uma versão "hippie" com um gorro e uma t-shirt do sinal de paz. A cobra e o tigre foram filmados em um quarto de hotel durante a etapa da Oceania do Take Me Home Tour. Em janeiro de 2016, Zayn disse a Zane Lowe que ele tinha duas novas tatuagens, uma de seu álbum de estreia, Mind Of Mine, e uma na perna da silhueta de um homem. Nenhum dos dois foi fotografado ainda. Em 11 de março de 2016, Zayn estreou duas novas tatuagens - uma tatuagem MOM (Mind of Mine) na lateral da cabeça e um pardal no pescoço. A tatuagem na cabeça era falsa e Zayn realmente tinha as palavras "Mind of Mine" (pt: Mente Minha) tatuada em seu braço esquerdo. Em 14 de julho de 2016, um vídeo no chat de um amigo mostrou Zayn exibindo uma nova tatuagem de dedo - um sabre de luz de Star Wars que brilha no escuro. Fotos de paparazzi de setembro de 2016 mostraram que Zayn cobriu sua tatuagem "Perrie", embora não se saiba qual é o novo design. Em novembro de 2016, Zayn revelou à Evening Standard Magazine que os One Direction não tinham permissão para fazer tatuagens, mas ele decidiu mesmo assim porque "Uma vez feito, está feito". Ele falou de a gestão "enlouquecendo" depois de fazer a tatuagem "Zap!" no braço.
Em março de 2020, Zayn tinha 72 tatuagens conhecidas.

## Turnês
- Stairway to the Sky Tour (2024)

## Discografia
- Mind of Mine (2016)
- Icarus Falls (2018)
- Nobody Is Listening (2021)
- Room Under the Stairs (2024)

## Filmografia
| Ano  | Título                                         | Papel           | Observações                                       |
| ---- | ---------------------------------------------- | --------------- | ------------------------------------------------- |
| 2010 | The X Factor                                   | Ele próprio     | Concorrente (7.ª temporada)                       |
| 2012 | iCarly                                         | Ele próprio     | Actor convidado ("iGo One Direction")             |
| 2012 | Saturday Night Live                            | Ele próprio     | Convidado musical (37.ª temporada, 18.° episódio) |
| 2013 | One Direction: This Is Us                      | Ele próprio     |                                                   |
| 2013 | Saturday Night Live                            | Ele próprio     | Convidado musical (39.ª temporada, 8.° episódio)  |
| 2014 | One Direction: Where We Are - The Concert Film | Ele próprio     |                                                   |
| 2014 | Saturday Night Live                            | Ele próprio     | Convidado musical (40.ª temporada, 10.° episódio) |
| 2014 | One Direction: The TV Special                  | Ele próprio     |                                                   |
| 2016 | The Tonight Show Starring Jimmy Fallon         | Ele próprio     | Convidado musical (419.° episódio)                |
| 2016 | The Tonight Show Starring Jimmy Fallon         | Ele próprio     | Convidado musical (440.° episódio)                |
| 2016 | The Voice                                      | Ele próprio     | Convidado musical (10.ª temporada)                |
| 2018 | Ocean's Eight                                  | A ser anunciado | Aparição breve                                    |

## Prémios e nomeações
| Ano  | Prémio                    | Categoria                                     | Trabalho                                           | Resultado |
| ---- | ------------------------- | --------------------------------------------- | -------------------------------------------------- | --------- |
| 2015 | The Asian Awards          | Outstanding Contribution to Music             |                                                    | Venceu    |
| 2015 | Teen Choice Awards        | Fashion Choice Male Hottie                    | Nomeado                                            |           |
| 2016 | MTV Italian Music Awards  | Best International Male                       | Nomeado                                            |           |
| 2016 | MTV Millennial Awards     | Hit internacional del año                     | "Pillowtalk"                                       | Nomeado   |
| 2016 | MuchMusic Video Awards    | iHeartRadio International Artist of the Year  |                                                    | Nomeado   |
| 2016 | MuchMusic Video Awards    | Most Buzzworthy International Artist or Group | Nomeado                                            |           |
| 2016 | Teen Choice Awards        | Choice Male Artist                            | Nomeado                                            |           |
| 2016 | Teen Choice Awards        | Choice Song: Male Artist                      | Nomeado                                            |           |
| 2016 | Teen Choice Awards        | Choice Music: Breakout Artist                 | Nomeado                                            |           |
| 2016 | Teen Choice Awards        | Choice Summer Song                            | "Like I Would"                                     | Nomeado   |
| 2016 | Teen Choice Awards        | Choice Summer Male Star                       |                                                    | Nomeado   |
| 2016 | Teen Choice Awards        | Choice Style: Male                            | Nomeado                                            |           |
| 2016 | Teen Choice Awards        | Social Media King                             | Nomeado                                            |           |
| 2016 | Teen Choice Awards        | Choice Male Hottie                            | Nomeado                                            |           |
| 2016 | MTV Europe Music Awards   | Best UK Act                                   | Nomeado                                            |           |
| 2016 | American Music Awards     | New Artist of the Year                        | Venceu                                             |           |
| 2016 | Music Choice              | Best New Solo Artist                          | Nomeado                                            |           |
| 2017 | People's Choice Awards    | Favorite Breakout Artist                      | Nomeado                                            |           |
| 2017 | People's Choice Awards    | Favorite Song                                 | "Pillowtalk"                                       | Nomeado   |
| 2017 | Brit Awards               | British Single of the Year                    | "Pillowtalk"                                       | Nomeado   |
| 2017 | Brit Awards               | British Video                                 | "Pillowtalk"                                       | Nomeado   |
| 2017 | Billboard Power 100       | Power Artists                                 |                                                    | Venceu    |
| 2017 | iHeartRadio Music Awards  | Best Music Video                              | "Pillowtalk"                                       | Nomeado   |
| 2017 | iHeartRadio Music Awards  | Best New Pop Artist                           |                                                    | Nomeado   |
| 2017 | iHeartRadio Music Awards  | Best Solo Breakout                            | Venceu                                             |           |
| 2017 | NME Awards                | Best British Male                             | Nomeado                                            |           |
| 2017 | NME Awards                | Best Book                                     | Zayn: The Official Autobiography                   | Nomeado   |
| 2017 | Radio Disney Music Awards | Best Collaboration                            | "I Don't Wanna Live Forever (Fifty Shades Darker)" | Nomeado   |
| 2017 | Billboard Music Awards    | Top New Artist                                |                                                    | Venceu    |
| 2017 | Teen Choice Awards        | Choice Collaboration                          | "I Don't Wanna Live Forever (Fifty Shades Darker)" | Pendente  |